# Inès Keerl

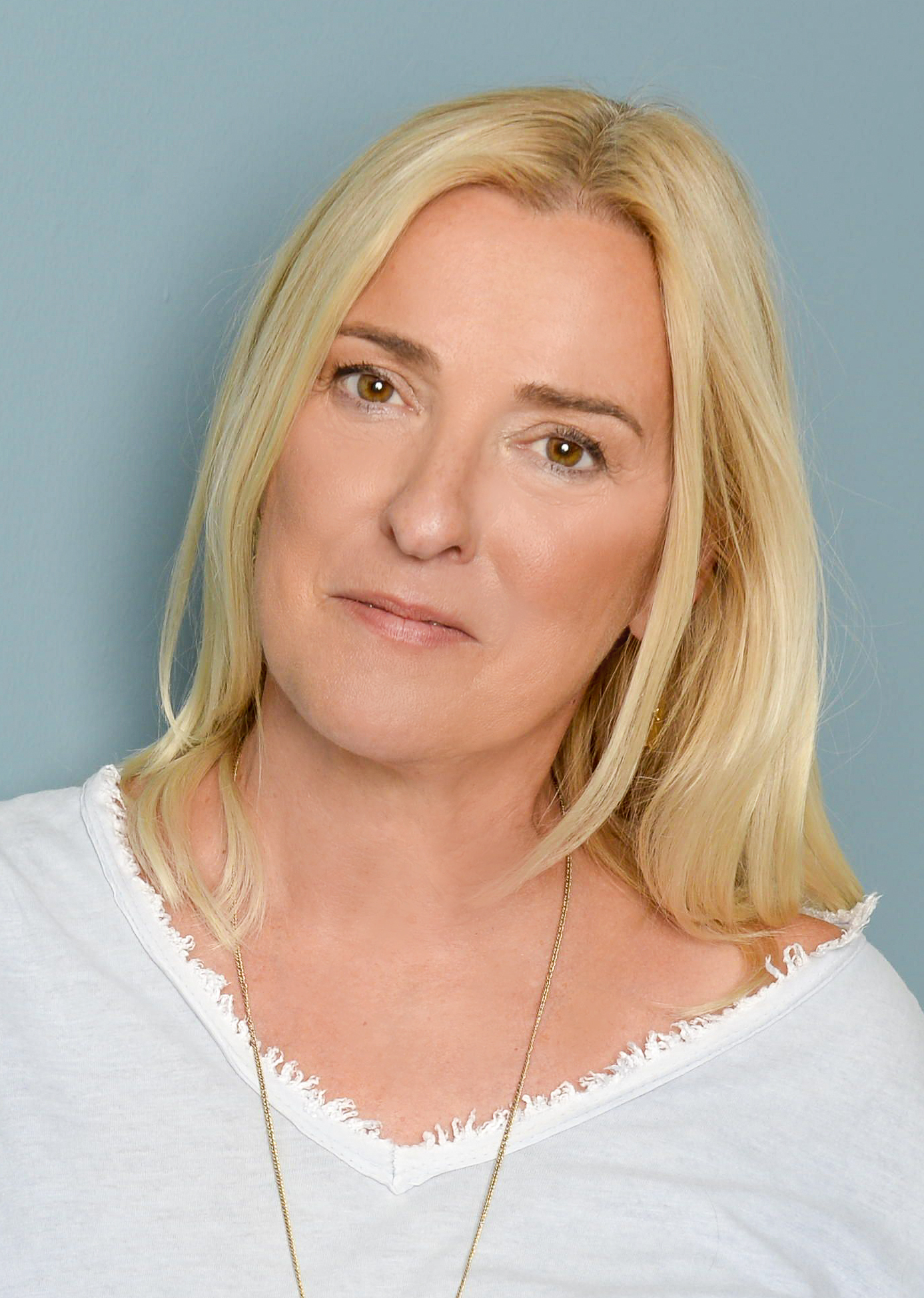
Inès Keerl (2022)

Inès Keerl (* 1965 in Solingen) ist eine deutsche Drehbuchautorin, Dramaturgin und Schriftstellerin.

## Leben
Inès Keerl wuchs in Düsseldorf auf und machte dort ihr Abitur 1984 am Görres-Gymnasium. Es folgte ein Studium der Betriebswirtschaft an der WHU – Otto Beisheim School of Management in Koblenz mit Auslandssemestern in Frankreich und England. 1988 schloss sie das Studium als Diplom-Kauffrau ab und arbeitete Insgesamt neun Jahre als Unternehmensberaterin im Bereich Controlling und Kulturmanagement, bevor sie sich 1997 an der Drehbuchwerkstatt München/HFFM bewarb und als Stipendiatin angenommen wurde.
1998 wurde sie die erste Dramaturgin der Krankenhausserie In aller Freundschaft, schrieb Drehbücher für SOKO Leipzig. Für die Saxonia Media GmbH baute sie unter der Leitung von Hans-Werner Honert den Bereich „Kinder und Jugendliche“ als Drehbuchautorin und Producerin auf. Sie schrieb über hundert Drehbücher verschiedener Formate. Zudem war sie Dozentin an der Autorenakademie und Romanschmiede von Lea Korte.
2023 erschien im Emons Verlag ihr Romandebüt Die Löwin vom Tafelberg. Catharina Ustings’ kühner Weg in die Freiheit nach wahren historischen Begebenheiten.

## Drehbücher
- 1999–2003: In aller Freundschaft, TV-Serie, ca. 30 Folgen, Co-Autor:  Bernd Roeder-Mahlow
- 2001–2004: SOKO Leipzig,  TV-Serie, 3 Folgen, Regie: Oren Schmuckler
- 2005: Unsere zehn Gebote, TV-Serie, 2. Gebot, Regie: Karola Hattop
- 2006: Kuckuckszeit, TV, Regie: Johannes Fabrick
- 2006–2007: Endlich Samstag!, TV-Serie, 10 Folgen, I. und II. Staffel
- 2005–2007: Der kleine König Macius, mit Bernd Roeder-Mahlow und Hans-Werner Honert, Regie: Lutz Stützner
- 2008–2009: Bei uns um die Ecke – das Grundgesetz für Kinder, TV-Serie, Art. 2 und 10, Regie: Bernd Böhlich
- 2008–2013: Schloss Einstein, TV-Serie, ca. 50 Folgen
- 2012:  Die sechs Schwäne, TV, Regie: Karola Hattop
- 2013–2014:  Fortuna Girls, 13 Folgen erschienen als print: Fortuna Girls – 01 Das Spiel beginnt (2014), 02 – Nichts kann uns stoppen (2014), 03 – Mehr als nur ein Sieg! (2015) – Nia Künzer, Peter Großmann
- 2014–2016: Slumbers, 13 Folgen, Crossmedia/Animationsserie
- 2019: Papas Seele hat Schnupfen, Animationsfilm, Drehbuch basierend auf dem  Buch „Papas Seele hat Schnupfen“ von Claudia Gliemann

Quellen:

## Dramaturgin/Produzentin
- 2003: Hunger auf Leben, Spielfilm, Buch: Scarlett Klein, Regie: Markus Imboden, Saxonia Media, MDR
- 2005–2007: Magna Aura, Abenteuerserie, Buch: Andreas Knaup, Regie: Irina Popow, Saxonia Media Filmproduktion, MDR Fernsehen

Quellen:

## Veröffentlichungen
Kurzgeschichten
- Nachklang in High Stowe. Kurzgeschichte. In: Ursula Maria Wartmann: Liebe ohne Masken und andere preisgekrönte Geschichten. Ullstein Verlag, Frankfurt am Main/Berlin 1993, ISBN 978-3-548-30332-1.

Sachbücher
- mit Karin Lichtenstein: Pausenbrot Reloaded 1: Der saisonale Snack-Kalender für Dein Schulkind mit über 175 einfachen & leckeren Inspirationen für jeden Tag – August, September, Oktober. tolino media, München 2018, ISBN 978-1-7232-2907-7.
- mit Karin Lichtenstein: Pausenbrot Reloaded 2: Schnelle Meal Prep Rezepte für die Schulpause – leckere, saisonale und gesunde Snacks zum Vorbereiten und Mitnehmen – November, Dezember, Januar – inkl. Weihnachtsplätzchen. tolino media, München 2018, ISBN 978-1-7201-8479-9.
- mit Karin Lichtenstein: Pausenbrot Reloaded 3: Gesunde, saisonale und schnelle Rezeptideen für jeden Schultag die jedem Kind schmecken – Februar-März-April – inkl. Frühlings-Mama-Special! tolino media, München 2018, ISBN 978-1-7311-6286-1.
- mit Karin Lichtenstein: Pausenbrot Reloaded 4: Die kompakte Lunchbox für deine ABC-Schützen. 175 Inspirationen für Kraft und Energie – Mai-Juni-Juli, Wohlfühlen, gesund bleiben! tolino media, München 2019, ISBN 978-1-7952-7681-8.
- mit Karin Lichtenstein: Glück: Impulse setzen, Reflektieren, Bewusstsein schärfen! Der Ratgeber für einen besseren Blick in Dich selbst. Für ein achtsames Leben mit 100 Motto-Gedanken für jeden Tag zum glücklich sein. tolino media, München 2020, ISBN 979-8-6089-6927-0.
- mit Karin Lichtenstein: Die 100 besten Lunchbox Rezepte und Meal Preps für Kinder für eine gesunde Pause mit frischen und leckeren Pausenbrotideen to go in Schule und Kindergarten: Best of Pausenbrot Reloaded. tolino media, München 2020, ISBN 979-8-6758-2992-7.
- mit Karin Lichtenstein: Die 80+1 besten Lunchbox Rezepte und Meal Preps für Kinder vegetarisch und vegan für eine gesunde Pause mit frischen und leckeren Pausenbrotideen to go in Schule und Kindergarten: Pausenbrot Reloaded. tolino media, München 2022, ISBN 979-8-83947673-8.

Kinderbücher
- als Hrsg. mit Karin Krzenck-Lichtenstein: Kleine Sterne-Köche: Das europäische Kinderkochbuch. Ehrenwirth Verlag, Bergisch Gladbach 2008, ISBN 978-3-431-03789-0.
- Fibie und Freunde: Immer dieser Otto. edelkids, Hamburg 2008, ISBN 978-3-89855-817-4.
- Fibie – Rätselblock für kleine Denker. edelkids, Hamburg 2008, ISBN 978-3-89855-819-8.
- Fibie – Malbuch. edelkids, Hamburg 2008, ISBN 978-3-89855-821-1.

Romane
- Die Löwin vom Tafelberg. Catharina Ustings' kühner Weg in die Freiheit. Emons Verlag, Köln 2023, ISBN 978-3-7408-1707-7

## Auszeichnungen und Nominierungen
- 1993: Ullstein Preis “Die Frau in der Literatur”. Literarischer Wettbewerb “Sehnsucht:Abenteuer”. Siegerbeitrag Kurzgeschichte: Nachklang in High Stowe
- 2007: Nominierung für den Grimme Preis für „Unsere Zehn Gebote“[10]
- 2007: Auszeichnung, Magna Aura, Golden Chess Grand Prix, Plovdiv 2007[11]
- 2007: Robert-Geisendörfer-Preis für die Folge „Du sollst nicht töten“ Unsere Zehn Gebote[10]
- 2007: Platin-Preis beim Filmfestival WorldFest für „Kuckuckszeit“[12]
- 2008: Nominierung für den  „SCHAU HIN!“ Publikumspreis für „Der kleine König Macius“
- 2008: Nominierung für den Kinder-Medien-Preis “Weißer Elefant” für „Der kleine König Macius“
- 2010: Goldener Spatz in der Kategorie „Beste Serie“ für „Schloss Einstein“[13]
- 2023: Nominierung für den LovelyBooks Community Award 2023 in der Kategorie „Historische Romane“ für Die Löwin vom Tafelberg[14]
- 2024: Nominiert für den Homer Literaturpreis 2024 für Die Löwin vom Tafelberg[15]